# Nicolas Hommel
Nicolas Hommel (Wolwelange (Rambrouch), 8 ottobre 1915 – 20 marzo 2001) è stato un diplomatico lussemburghese.
È stato Segretario generale del Consiglio delle Comunità europee.
Hommel fu segretario generale del ministero degli esteri del Lussemburgo. Successivamente lavorò presso la rappresentanza permanente del suo paese all'Organizzazione per la Cooperazione Economica Europea e fu rappresentante permanente del Lussemburgo presso la NATO dal 1953 al 1959. Fu tra i negoziatori del suo paese per la creazione della Comunità europea di difesa.
In seguito fu ambasciatore del Lussemburgo nella Repubblica Federale Tedesca, fino al 1973.
Dal 1973 al 1980 Hommel fu Segretario generale del Consiglio delle Comunità europee.